# Списък на реките на Канада

## Списък на реките на Канада с дължина над 300 км
1. Маккензи 4241 км[1]
2. Юкон 3185 км[2]
3. Сейнт Лорънс 3058 км[3]
4. Нелсън 2575 км[4]
5. Колумбия 1953 км[5]
6. Саскачеван 1939 км[6]
7. Пийс 1923 км[7]
8. Чърчил (басейн Хъдсънов залив) 1609 км
9. Саут Саскачеван 1392 км[8]
10. Фрейзър 1370 км
11. Норт Саскачеван 1287 км
12. Отава 1271 км
13. Атабаска 1231 км
14. Лиард 1115 км
15. Асинибойн 1070 км
16. Милк 1005 км[9]
17. Олбани 982 км
18. Севърн 982 км
19. Бак 974 км
20. Телон 904 км
21. Ла Гранд 893 км
22. Северна Ред Ривър 877 км[10]
23. Коксоак 874 км[11]
24. Чърчил (басейн Атлантически океан) 856 км
25. Копърмайн 845 км
26. Дубонт 842 км
27. Уинипег 813 км[12]
28. Кутни 781 км[13]
29. Нотавай 776 км[14]
30. Рупърт 763 км
31. Истмейн 756 км
32. Атавапискат 748 км
33. Каниаписко 737 км
34. Казан 732 км
35. Гранд Бален 724 км
36. Ред Дир 724 км
37. Поркюпайн 721 км[15]
38. Сурис 720 км[16]
39. Панд Орей 703 км[17][18]
40. Хей 702 км
41. Сагеней 698 км[19]
42. Андерсън 692 км
43. Пийл 684 км
44. Сейнт Джон 673 км[20]
45. Стюарт (басейн Юкон) 644 км
46. Хортън 618 км
47. Инглиш Ривър 615 км
48. Пели 608 км
49. Боу 587 км
50. Скина 579 км
51. Батъл Ривър 570 км
52. Джордж 565 км
53. Саут Нахани 563 км
54. Сен Морис 563 км
55. Маникуаган 560 км[21]
56. Бел 551 км[22]
57. Абитиби 547 км
58. Литъл Мекатина 547 км
59. Мус 547 км[23]
60. Пембина 547 км
61. Стикин 539 км[24]
62. Харикана 533 км
63. Форт Нелсън 517 км
64. Талтсън над 500 км
65. Тлевиаза над 500 км
66. Екуан около 500 км
67. Сил около 500 км[25]
68. Арктик Ред Ривър 499 км
69. Утард 499 км
70. Ромен 496 км
71. Смоки Ривър 492 км
72. Бивър 491 км
73. Томпсън 489 км[26]
74. Хейс 483 км
75. Огоки 480 км
76. Фьой 480 км
77. Уиниск 475 км
78. Нечако 462 км
79. Перибонка 451 км
80. Бродбак 450 км
81. Бетсиамит 444 км
82. Матагами 443 км
83. Капел 435 км
84. Бален 428 км
85. Мисинаиби 426 км
86. Робска река 415 км
87. Стюарт (басейн Фрейзър) 415 км
88. Кийл 410 км
89. Муази 410 км
90. Наташкуан 410 км
91. Петитот 404 км
92. Трент 402 км[27]
93. Финли 402 км
94. Теслин 393 км
95. Пувирнитук 389 км
96. Гатино 386 км
97. Инуксуак 385 км
98. Нас 380 км
99. Пти Бален 380 км
100. Сачиго 380 км
101. Арно 377 км
102. Маунтин 370 км
103. Олдман 362 км
104. Настапока 360 км
105. Френчман 341 км[28]
106. Норт Томпсън 338 км
107. Спаниш Ривър 338 км
108. Кетъл 336 км[29]
109. Хейс 335 км
110. Саут Томпсън 332 км
111. Льовер 330 км
112. Фон около 330 км
113. Кеногами 320 км
114. Макмилан 320 км
115. Оканоган 314 км[30]
116. Хорнадей 309 км
117. Когалук 304 км
118. Кугалук над 300 км
119. Маккинд над 300 км
120. Саками над 300 км
121. Та Ан над 300 км
122. Уилоулейк над 300 км
123. Уобаска над 300 км

## Забележки
1. ↑  Дължината само на Маккензи 1738 км
2. ↑  В Канада 1149 км
3. ↑  Дължината само на Сейнт Лорънс 1197 км
4. ↑  Дължината само на Нелсън 644 км
5. ↑  В Канада 801 км
6. ↑  Дължината само на Саскачеван 547 км
7. ↑  Дължината само на Пийс 1431 км
8. ↑  Дължината само на Саут Саскачеван 805 км
9. ↑  Част от горното течение в Канада
10. ↑  В Канада 255 км
11. ↑  Дължината само на Коксоак 137 км
12. ↑  Дължината само на Уинипег 235 км
13. ↑  Част от средното течение в САЩ
14. ↑  Дължината само на Нотавай 225 км
15. ↑  Долното течение в Аляска
16. ↑  Средното течение в САЩ
17. ↑  В Канада 24 км
18. ↑  Дължината само на Панд Орей 209 км
19. ↑  Дължината само на Сагеней 217 км
20. ↑  Горното течение в САЩ, а средното по границата с Канада
21. ↑  Дължината само на Маникуаган 302 км
22. ↑  Дължината само на Бел 240 км
23. ↑  Дължината само на Мус 104 км
24. ↑  Долното течение в Аляска
25. ↑  Дължината само на Сил 260 км
26. ↑  Дължината само на Томпсън 151 км
27. ↑  Дължината само на Трент 90 км
28. ↑  Долното течение в САЩ
29. ↑  Част от средното и долното течение в САЩ
30. ↑  Долното течение в САЩ

## Азбучен списък на реките на Канада с дължина над 300 км
- Абитиби
- Андерсън
- Арктик Ред Ривър
- Арно
- Асинибойн
- Атабаска
- Атавапискат
- Бак
- Бален
- Батъл Ривър
- Бел
- Бетсиамит
- Бивър
- Боу
- Бродбак
- Гатино
- Гранд Бален
- Джордж
- Дубонт
- Екуан
- Инглиш Ривър
- Инуксуак
- Истмейн
- Казан
- Каниаписко
- Капел
- Кеногами
- Кетъл
- Кийл
- Когалук
- Коксоак
- Колумбия
- Копърмайн
- Кугалук
- Кутни
- Ла Гранд
- Лиард
- Литъл Мекатина
- Льовер
- Маккензи
- Маккинд
- Макмилан
- Маникуаган
- Матагами
- Маунтин
- Милк
- Мисинаиби
- Муази
- Мус
- Нас
- Настапока
- Наташкуан
- Нелсън
- Нечако
- Норт Саскачеван
- Норт Томпсън
- Нотавай
- Огоки
- Оканоган
- Олбани
- Олдман
- Отава
- Панд Орей
- Пели
- Пембина
- Перибонка
- Петитот
- Пийл
- Пийс
- Поркюпайн
- Пти Бален
- Пувирнитук
- Ред Дир
- Робска река
- Ромен
- Рупърт
- Сагеней
- Саками
- Саскачеван
- Саут Нахани
- Саут Саскачеван
- Саут Томпсън
- Сачиго
- Севърн
- Северна Ред Ривър
- Сейнт Джон
- Сейнт Лорънс
- Сен Морис
- Сил
- Скина
- Смоки Ривър
- Спаниш Ривър
- Стикин
- Стюарт (басейн Фрейзър)
- Стюарт (басейн Юкон)
- Сурис
- Та Ан
- Талтсън
- Телон
- Теслин
- Тлевиаза
- Томпсън
- Трент
- Уилоулейк
- Уинипег
- Уиниск
- Уобаска
- Утард
- Финли
- Фон
- Форт Нелсън
- Фрейзър
- Френчман
- Фьой
- Харикана
- Хей
- Хейс
- Хейс
- Хорнадей
- Хортън
- Чърчил (басейн Атлантически океан)
- Чърчил (басейн Хъдсънов залив)
- Юкон